# Diana Sands
Diana Patricia Sands (New York, 22 agosto 1934 – New York, 21 settembre 1973) è stata un'attrice statunitense.

## Biografia
Diana Sands nacque nel Bronx nel 1934, figlia di Rudolph Sands e Shirley Thomas. Dopo gli studi alla Music & Art High School accanto a Diahann Carroll e Billy Dee Williams, la Sands entrò nel mondo dello spettacolo come ballerina e nel 1959 fece il suo debutto a Broadway con il dramma A Raisin in the Sun, in cui recitava con Sidney Poitier; due anni più tardi tornò ad interpretare il ruolo di Beneatha Younger anche nell'adattamento cinematografico del dramma.
Dopo essere diventata un membro dell'Actors Studio, la Sands continuò a recitare di frequente a Broadway, vincendo nel 1962 il Theatre World Award per la pièce Tiger, Tiger Burning Bright e nel 1963 l'Obie Award per The Living Premise. Nel 1964 ottenne un buon successo con il dramma The Owl and the Pussycat, per cui ottenne una candidatura al Tony Award alla miglior attrice protagonista in un'opera teatrale. L'anno successivo replicò il successo con la pièce di James Baldwin Blues for Mister Charlie, per cui ottenne una candidatura al Tony Award alla miglior attrice non protagonista in un'opera teatrale. Continuò ad apparire regolarmente sulle scene newyorchesi fino al 1968, interpretando, tra i numerosi ruoli, Giovanna d'Arco in Santa Giovanna di George Bernard Shaw al Lincoln Center nel 1968.
Nel 1973, sul set del film Claudine, collassò durante una scena e fu trasportata in ospedale, dove le fu diagnosticata la leiomiosarcoma che l'avrebbe portata alla morte pochi mesi più tardi, all'età di 39 anni.

### Vita privata
Diana Sands fu sposata dal 1964 al 1966 con l'artista svizzero Lucien Happersberger; al momento della morte era sentimentalmente legata all'assistente alla regia Curt Baker.

## Filmografia parziale

### Cinema
- Un volto nella folla (A Face in the Crowd), regia di Elia Kazan (1957)
- Strategia di una rapina (Odds Against Tomorrow), regia di Robert Wise (1959)
- Un grappolo di sole (A Raisin in the Sun), regia di Daniel Petrie (1961)
- Una nave tutta matta (Ensign Pulver), regia di Joshua Logan (1964)
- Il padrone di casa (The Landlord), regia di Hal Ashby (1970)
- Le mogli (Doctors' Wives), regia di George Schaefer (1971)

### Televisione
- Assistente sociale (East Side/West Side) – serie TV, episodio 1x07 (1963)
- The Nurses – serie TV, episodi 2x21-2x22-3x08 (1964)
- Le spie (I Spy) – serie TV, episodio 1x19 (1966)

## Doppiatrici italiane
- Zoe Incrocci in Una nave tutta matta